# Canoagem nos Jogos Sul-Americanos de 2018
As competições de canoagem nos Jogos Sul-Americanos de 2018 ocorreram entre 6 e 8 de junho em um total de 12 eventos. Nesta edição da canoagem foram disputadas somente as provas de velocidade. As competições aconteceram na Represa La Angostura, localizada em Cochabamba, Bolívia.

## Calendário
Horário local (UTC-4).
| Data       | Horário | Evento               |
| ---------- | ------- | -------------------- |
| 6 de junho | 09:00   | C-1 1000 m masculino |
| 6 de junho | 09:15   | K-1 1000 m masculino |
| 6 de junho | 11:30   | C-2 1000 m masculino |
| 6 de junho | 11:45   | K-2 1000 m masculino |
| 7 de junho | 09:00   | K-1 500 m feminino   |
| 7 de junho | 09:30   | C-2 500 m feminino   |
| 7 de junho | 10:00   | K-2 500 m feminino   |
| 7 de junho | 10:30   | K-4 500 m masculino  |
| 7 de junho | 11:00   | K-4 500 m feminino   |
| 8 de junho | 10:00   | K-1 200 m feminino   |
| 8 de junho | 10:30   | K-1 200 m masculino  |
| 8 de junho | 11:00   | C-1 200 m feminino   |

## Medalhistas
Masculino
| Evento                   | Ouro                                                                           | Prata                                                                       | Bronze                                                                  |
| ------------------------ | ------------------------------------------------------------------------------ | --------------------------------------------------------------------------- | ----------------------------------------------------------------------- |
| C-1 1000 metros detalhes | Isaquias Queiroz BRA Brasil                                                    | Sergio David Díaz COL Colômbia                                              | Michael García CHI Chile                                                |
| C-2 1000 metros detalhes | Erlon Silva Isaquias Queiroz BRA Brasil                                        | Daniel Pacheco Sergio David Díaz COL Colômbia                               | José Miguel Solano Ronny Rattia VEN Venezuela                           |
| K-1 200 metros detalhes  | César de Cesare ECU Equador                                                    | Edson da Silva BRA Brasil                                                   | Antonio Oropeza VEN Venezuela                                           |
| K-1 1000 metros detalhes | Agustín Rodríguez ARG Argentina                                                | Vagner Souta BRA Brasil                                                     | Sebastián Delgado URU Uruguai                                           |
| K-2 1000 metros detalhes | Agustín Rodríguez Joaquín Malaval ARG Argentina                                | Edson da Silva Roberto Maehler BRA Brasil                                   | Erick Cabrera Matías Otero URU Uruguai                                  |
| K-4 500 metros detalhes  | Edson da Silva Pedro Henrique da Costa Roberto Maehler Vagner Souta BRA Brasil | Facundo González Facundo Lucero Matías Malaval Mauricio Acuña ARG Argentina | Antonio Oropeza Cristhian Canache Joel González Ray Acuña VEN Venezuela |

Feminino
| Evento                  | Ouro                                                                      | Prata                                                        | Bronze                                                                 |
| ----------------------- | ------------------------------------------------------------------------- | ------------------------------------------------------------ | ---------------------------------------------------------------------- |
| C-1 200 metros detalhes | María Mailliard CHI Chile                                                 | Valdenice do Nascimento BRA Brasil                           | Anggie Avegno ECU Equador                                              |
| C-2 500 metros detalhes | Karen Roco María Mailliard CHI Chile                                      | Andrea de Oliveira Angela da Silva BRA Brasil                | Anggie Avegno María Belén Ibarra ECU Equador                           |
| K-1 200 metros detalhes | Martina Isequilla ARG Argentina                                           | Stefanie Perdomo ECU Equador                                 | Ana Paula Vergutz BRA Brasil                                           |
| K-1 500 metros detalhes | Ana Paula Vergutz BRA Brasil                                              | Martina Isequilla ARG Argentina                              | Ysumy Orellana CHI Chile                                               |
| K-2 500 metros detalhes | Diexe Molina Yerly Muñoz COL Colômbia                                     | Ana Paula Vergutz Cinara Barbosa BRA Brasil                  | Fabiola Zamorano Goviana Reyes CHI Chile                               |
| K-4 500 metros detalhes | Fabiola Zamorano Fernanda Iracheta Goviana Reyes Ysumy Orellana CHI Chile | Diexe Molina Karen Molina Ruth Pita Yerly Muñoz COL Colômbia | Angélica Jiménez Diana Ramos Mairovi Jaspe Mara Guerrero VEN Venezuela |

## Quadro de medalhas
| Ordem | País          | Medalha de ouro | Medalha de prata | Medalha de bronze | Total | Ordem por total |
| ----- | ------------- | --------------- | ---------------- | ----------------- | ----- | --------------- |
| 1     | BRA Brasil    | 4               | 6                | 1                 | 11    | 1               |
| 2     | ARG Argentina | 3               | 2                |                   | 5     | 3               |
| 3     | CHI Chile     | 3               |                  | 3                 | 6     | 2               |
| 4     | COL Colômbia  | 1               | 3                |                   | 4     | 4               |
| 5     | ECU Equador   | 1               | 1                | 2                 | 4     | 4               |
| 6     | VEN Venezuela |                 |                  | 4                 | 4     | 4               |
| 7     | URU Uruguai   |                 |                  | 2                 | 2     | 7               |
| TOTAL | TOTAL         | 12              | 12               | 12                | 36    | —               |